# Женевская инициатива
«Женевская инициатива» (англ. «Geneva Accord» и ивр. «יוזמת ז'נבה»‎ Yozmat Jeneva) — проект соглашения о постоянном урегулировании между Израилем и Организацией освобождения Палестины подготовленный группой израильских политиков и интеллектуалов левого направления, ведших переговоры с группой политических интеллектуалов и политических деятелей Палестинской автономии.
Презентация проекта прошла 1 декабря 2003 года в Женеве.
Соглашение предусматривало почти полное отступление Израиля к границам 1967 года, ликвидацию большинства еврейских поселений, раздел Иерусалима и частичное признание права палестинских беженцев на возвращение (по соглашению, Израиль будет определять сам количество беженцев, которые смогут вернуться на его территорию).
«Женевская инициатива» вызвала волну критики в Израиле, в том числе среди представителей левого лагеря. Критиковали как слишком большие уступки, так и то, что группа людей представляла Израиль, не обладая соответствующими полномочиями.
По результатам соглашения была издана 44-страничная брошюра, включая карты. Она была напечатана тиражом 1,9 миллиона экземпляров на иврите, 200 000 на арабском языке и 100 000 на русском. Примерная стоимость компании по распространению информации о соглашениях составляет 3 миллиона шекелей (около 700 000 долларов).

## Принципы инициативы
Создатели проекта закладывали в него следующие основные принципы:
- Завершение конфликта. Конец всем претензиям.
- Признание палестинской стороной права на существование Государства Израиль.
- Окончательное установление границ.
- Решение проблемы беженцев. Прием беженцев на территории Израиля только по суверенному его решению.
- Присоединение к Израилю районов компактного проживания большинства поселенцев.
- Признание Иерусалима столицей Израиля, находящейся под израильским суверенитетом, включая еврейские кварталы Восточного Иерусалима.
- Демилитаризация палестинского государства.
- Безусловные (и конкретные) палестинские обязательства по войне с террором и подстрекательством.
- Создание системы международного контроля за выполнением взятых обязательств.

## Текст инициативы
Черновой вариант соглашения о постоянном урегулировании 

Преамбула
Государство Израиль (в дальнейшем: «Израиль») и Организация Освобождения Палестины (в
дальнейшем: «ООП»), представляющая палестинский народ (в дальнейшем: «Стороны»)
вновь подтверждают свои желание положить конец десяткам лет насилия и конфликта и
сосуществовать в мире, взаимном уважении и безопасности, основанных на всеобъемлющем
справедливом мире, и достижении исторического примирения;
признают, что мир обязывает к переходу от концепции войны и насилия к концепции мира и
сотрудничества, и высказывания, характерные для военного положения, не подходят и не
допустимы в мирную эпоху;
подтверждают глубокую веру, что мир требует компромисса, и единственное жизнеспособное
решение — это решение о двух государствах, основанное на резолюциях 242 и 338 Совета
Безопасности ООН;
подтверждают, что данное соглашение означает признание права еврейского народа на
государство и признание права палестинского народа на государство, не нарушая при этом
равных прав граждан обеих сторон;
признают, что после многих лет жизни во взаимном страхе и неуверенности, оба народа
должны войти в эпоху мира, безопасности и стабильности, и, чтобы гарантировать это, обе
стороны должны предпринять все необходимые шаги.
признают право второй стороны на существование в мире и безопасности в надежных и
признанных границах, свободное от угроз или насильственных действий;
считают необходимым строить связи, основанные на сотрудничестве и обязательстве жить
рядом как хорошие соседи, которые хотят внести вклад — каждая сторона в отдельности и обе
вместе — в процветание своих народов;
вновь подтверждают обязательства руководствоваться нормами международного права и
Декларацией прав человека, принятой ООН;
подтверждают, что соглашение является частью мирного процесса на Ближнем Востоке,
начало которому было положено в Мадриде в октябре 1991 г., продолжено в Декларации
основных принципов от 13 сентября 1993 г., последующих документах промежуточного
соглашения сентября 1995 г., меморандуме «Уаи» октября 1998 г. и меморандуме в Шарм-а-
Шейхе от 4 сентября 1999 г., и переговорах о постоянном урегулировании, в том числе на
встрече в Кэмп-Дэвиде в июле 2000 г., идей Клинтона, высказанных в декабре 2000 г. и
консультаций в Табе в январе 2001 г.;
подтверждают принятые обязательства по резолюциям 242, 338 и 1397 Совета Безопасности
ООН (в дальнейшем: «ООН»), и подтверждают понимание, что данное соглашение основано
на них и станет их реализацией, полным выполнением этих решений и положит конец
израильско-палестинскому конфликту во всех аспектах;
заявляют, что соглашение является составной частью реализации плана мирного
урегулирования, высказанного в речи президента США Дж. Буша от 24.06.2002 г., и
«Дорожной карты», принятой «квартетом».
заявляют, что данное соглашение означает историческое примирение между палестинцами и
израильтянами, прокладывающее путь к примирению арабского мира и Израиля и
нормализации отношений между арабскими странами и Израилем, в соответствии со статьями
документа Лиги арабских стран от 28 марта 2002 г.;
желают действовать во имя достижения мира в регионе, и тем самым внести вклад в
стабильность, развитие и процветание всего региона.
Стороны договорились о нижеследующем:
Статья 1
Цель соглашения о постоянном урегулировании
1. Соглашение о постоянном урегулировании (в дальнейшем: «Соглашение») знаменует
собой окончание периода конфликта и начало новой эпохи, основанной на мире,
сотрудничестве и добрососедских отношениях между сторонами.
2. Реализация соглашения урегулирует взаимные претензии сторон, основанные на событиях,
предшествовавших его подписанию. Стороны будут воздерживаться от выдвижения
претензий, относящихся к событиям, случившимся до подписания данного Соглашения.
Статья 2
Двусторонние отношения
1. Государство Израиль признает Палестинское государство (в дальнейшем: «Палестина») в
момент его образования. Палестинское государство немедленно признает Государство
Израиль.
2. Палестинское государство станет правопреемником ООП во всех его правах и долгах.
3. Израиль и Палестина немедленно установят друг с другом дипломатические и консульские
отношения в полном объёме и обменяются послами в течение месяца после взаимного
признания.
4. Стороны признают Израиль и Палестину в качестве национальных очагов их народов.
Стороны обязуются не вмешиваться во внутренние дела друг друга.
5. Данное Соглашение заменяет все предыдущие, подписанные сторонами ранее.
6. Отношения между Израилем и Палестиной будут строиться на основе принципов,
записанных в Декларации прав человека, принятой ООН, не нарушая обязательств, которые
они берут на себя в данном Соглашении.
7. Для развития отношений между двумя странами и народами, Палестина и Израиль будут
сотрудничать в областях, представляющих взаимный интерес. Среди этих областей — диалог
между законодательными органами и государственными" учреждениями, сотрудничество
соответствующих местных советов, развитие сотрудничества между негосударственными
общественными организациями, совместные программы и обмены в различных областях
культуры, средств массовой информации, молодёжных движений, в научной, образовательной
сферах, вопросах охраны окружающей среды, здравоохранения, сельского хозяйства, туризма
и предотвращения преступности. Израильско-палестинская комиссия по координации
совместных действий будет контролировать данные формы сотрудничества в соответствии со
Статьей 8.
8. Стороны будут сотрудничать в сфере общих экономических интересов, чтобы самым
наилучшим образом использовать человеческий потенциал, имеющийся у двух народов. В
связи с этим стороны будут действовать в двустороннем порядке, на региональном и
международном уровне, чтобы продемонстрировать преимущества мира для самых широких
слоев населения. Для достижения этой цели, стороны создадут соответствующие органы.
9. Стороны создадут устойчивые модели сотрудничества в сфере обеспечения безопасности, и
будут прилагать постоянные усилия, чтобы положить конец террору и насилию,
направленных против людей, имущества, организаций или территорий с обеих сторон. Эти
усилия продолжатся во все времена, и не будут зависеть ни от каких возможных кризисов или
от других аспектов двусторонних отношений.
10. Израиль и Палестина, вместе и по отдельности, будут работать с другими сторонами в
регионе, чтобы усиливать и продвигать региональное сотрудничество и согласованность в
различных областях, представляющих взаимный интерес.
11. Стороны создадут палестино-израильскую комиссию по управлению на уровне министров,
чтобы направлять, контролировать и помогать в реализации соглашения, как в двустороннем
порядке, так и в соответствии с механизмами, изложенными ниже в Статье
Статья 3
Группа по контролю за исполнением
1. Создание и состав
A. Данным пунктом объявляется о создании Группы по контролю за исполнением (в
дальнейшем: «ГКИ») для содействия, помощи, обеспечения гарантий, контроля и разрешения
разногласий, связанных с реализацией соглашения.
Б. В группу по контролю за исполнением войдут США, Россия, Европейский союз, ООН и
другие стороны, региональные и международные, с согласия сторон.
B. ГКИ будет работать в сотрудничестве с палестино-израильской комиссией высокого
уровня, о которой сказано выше в Статье 2 (11), а также с израильско-палестинской комиссией
по сотрудничеству, 6 которой говорится ниже в Статье 8.
Г. Структура, процедура и методы работы ГКИ описаны ниже в Приложении X.
2. Структура
А. Контактная группа на высоком политическом уровне (в дальнейшем: «Контактная
группа»), составленная из всех членов ГКИ, будет высшим органом ГКИ.
Б. Контактная группа назначит, проконсультировавшись со сторонами, специального
представителя, который будет являться исполнительным директором ГКИ на месте.
Специальный представитель будет руководить работой ГКИ и наладит постоянные контакты
со сторонами, палестино-израильской комиссией высокого уровня и с Контактной группой.
В. Постоянная штаб-квартира и секретариат ГКИ будут находиться в Иерусалиме, в месте,
согласованном со сторонами.
Г. ГКИ создаст упомянутые в соглашении органы и дополнительные структуры, которые
сочтет нужным. Эти органы будут действовать под её эгидой и будут являться её
неотъемлемыми частями.
Д. Многонациональные силы, о которых говорится в Статье 5, будут неотъемлемой частью
ГКИ. Специальный представитель назначит, по согласованию со сторонами, командующего
многонациональных сил, который будет нести ответственность за общее командование
многонациональными силами. Подробное описание деятельности специального представителя
и командующего многонациональными силами дано в Приложении X.
Е. ГКИ создаст механизм разрешения разногласий в соответствии со Статьей 16.
3. Согласование между сторонами
Будет создана трехсторонняя комиссия, состоящая из специального представителя и
палестино-израильской комиссии высокого уровня, которая будет собираться, по крайней
мере, раз в месяц, чтобы проверять ход выполнения Соглашения. Трехсторонняя комиссия
будет созываться в течение 48 часов с момента подачи просьбы одной из входящей в неё
сторон.
4. Обязанности
В дополнение к функциям, детализированным в других пунктах Соглашения, ГКИ:
А. Будет осуществлять необходимые шаги в соответствии с отчетами, полученными от
многонациональных сил.
Б. Будет помогать сторонам в реализации Соглашения, оперативно посредничать при
разногласиях, возникающих на местах, помогать их устранению.
5. Завершение деятельности
По мере продвижения в реализации Соглашения и по выполнению её постоянных функций,
ГКИ завершит свою деятельность в вышеописанных областях. ГКИ продолжит
существование, если на то будет согласие обеих сторон
Статья 4
Границы
1. Международные границы между Палестинским государством и Израилем
А. В соответствии с резолюциями 242 и 338 Совета Безопасности ООН, граница между
Палестинским государством и Израилем будет основана на линии 4 июня 1967 г. с взаимными
изменениями в соотношении 1:1, как обозначено на прилагаемой Карте 1.
Б. Стороны признают границу, обозначенную на Карте 1, в качестве постоянной, надежной и
признанной обеими сторонами международной границы.
2. Суверенитет и невозможность нарушения
А. Стороны признают и уважают суверенитет, территориальную целостность и независимость
друг друга, признают невозможность выступать с территориальными претензиями, в том
числе на водные ресурсы и воздушное пространство. Взаимное уважение суверенитета будет
осуществляться в соответствии с данным Соглашением, Декларацией прав человека ООН и
другими международными законами.
Б. Стороны признают право каждой из них на создание особых экономических зон (exclusive
economic zones), в соответствии с международным правом.
3. Израильский отход
A. Израиль отойдет в соответствии со Статьей 5.
Б. Палестина получает контроль над теми районами, откуда уйдет Израиль.
B. Передача полномочий от Израиля к Палестине будет происходить в соответствии с
Приложением X.
Г. ГКИ будет осуществлять надзор и помогать в выполнении этого пункта.
4. Граница
A. Будет создана совместная техническая Комиссия по установлению границы (в дальнейшем
«Комиссия»), состоящая из представителей двух Сторон, которая проведет демаркацию
границ в соответствии с этой Статьей. Принципы деятельности этой Комиссии
сформулированы в Приложении X.
Б. Все разногласия в Комиссии рассматриваются ГКИ в соответствии с Приложением X
B. Физическая демаркация международной границы будет осуществлена Комиссией не
позднее девяти месяцев после вступления соглашения в силу.
5. Поселения
А. Израиль отвечает за предоставление нового места жительства для израильтян,
проживающих на территории Палестины, за пределами её территории.
Б. Новое место жительства будет предоставляться в соответствии с графиком, указанным в
Статье 5. Достигнутые договоренности о Западном береге и Секторе Газа в отношении
поселенцев и израильских поселений, в том числе и в сфере безопасности, останутся в силе
для каждого из поселений до срока, указанного в графике завершения эвакуации поселений.
В. Порядок передачи полномочий над поселениями в ведение Палестины подробно указан в
Приложении X. ГКИ будет разрешать все разногласия, возникшие при реализации данного
пункта Соглашения.
Г. Израиль оставит в целости недвижимое имущество, инфраструктуру и оборудование в
израильских поселениях, которые перейдут под палестинский суверенитет. Стороны и ГКИ
составят согласованную инвентарную опись перед завершением эвакуации поселений, в
соответствии с Приложением X.
Д. Палестинское государство будет обладать исключительным правом владения на всю землю
и строения, оборудование, инфраструктуру или другое имущество, которое останется в
поселениях в срок, указанный в графике завершения эвакуации поселений.
6. Коридор
A. Палестинское государство и Израиль создадут соединительный коридор между Западным
берегом и Сектором Газа. Этот коридор будет:
I. Находиться под израильским суверенитетом.
II. Постоянно открыт.
III. Находиться под управлением Палестины в соответствии с Приложением X данного
Соглашения. Палестинское законодательство будет распространяться на граждан,
пользующихся коридором и на процедуры, связанные с коридором.
IV. Не будет нарушено движение израильского транспорта и другие инфраструктуры, или
поставлена под угрозу окружающая среда, безопасность граждан или их здоровье. В случае
необходимости будут найдены приемлемые инженерные решения проблемы, чтобы
предотвратить подобные помехи.
V. Будет разрешено возведение жизненно необходимых объектов инфраструктуры,
связывающих Западный берег и Сектор Газа. Объекты инфраструктуры могут включать в
себя, среди прочего, трубопроводы, кабели связи и сопутствующее оборудование, в
соответствии с Приложением X.
VI. Не будет использоваться вопреки данному Соглашению.
Б. Вдоль коридора будут установлены ограждения, палестинцы не смогут через него попасть
на территорию Израиля, и израильтяне не смогут попасть на территорию Палестины.
B. Стороны обратятся к международному сообществу за помощью в строительстве и
финансировании коридора.
Г. ГКИ станет гарантом выполнения данной статьи, в соответствии с Приложением X.
Д. Все разногласия между сторонами, вызванные функционированием коридора, будут
разрешаться в соответствии с Статьей 16. Согласованные договоренности данной статьи
прекратят своё действие или будут изменены только при согласии обеих сторон.
Статья 5
Безопасность
А. Общие принципы безопасности
A. Стороны признают, что взаимопонимание и сотрудничество в вопросах, связанных с
обеспечением безопасности, будут занимать существенное место в двусторонних отношениях,
и укрепят безопасность в регионе. Палестина и Израиль будут строить взаимоотношения в
сфере безопасности на основе сотрудничества, взаимного доверия, добрососедства, защиты
общих интересов.
Б. Палестина и Израиль:
I. Признают и будут уважать право другой стороны жить в мире в рамках надежных и
признанных границ, свободной от угрозы войны, террора и насилия.
II. Будут избегать угроз или использования силы против территориальной целостности или
политической независимости другой стороны, и будут разрешать все возникающие
разногласия мирным путём.
III. Будут воздерживаться от участия, помощи, поддержки или сотрудничества с любой
коалицией, организацией, военным союзом или соглашением, цель или действия которого
подразумевают нападение или другие враждебные действия по отношению ко второй стороне.
IV. Воздержаться от организации, поощрения или разрешения на создание нерегулярных сил
или вооруженных групп, в том числе наемных формирований и милиции на своей территории
и будут предотвращать их создание. Это подразумевает, что все существующие нерегулярные
силы или вооруженные группы будут расформированы, а стороны приложат усилия для
предотвращения их возникновения в будущем.
V. Воздержатся от организации, помощи, разрешения или участия в актах насилия внутри или
против другой стороны, а также будут предотвращать поощрение других на подобные
действия.
B. Для продвижения сотрудничества в сфере обеспечения безопасности стороны создадут
совместную комиссию на высоком уровне по вопросам безопасности, которая будет
собираться не реже одного раза в месяц. Комиссия будет располагаться в общем постоянном
офисе, она может создавать подкомиссии, когда сочтет нужным, в том числе подкомиссии для
немедленного разрешения возникшей напряженности на местах.
Б. Региональная безопасность
А. Израиль и Палестина вместе со своими соседями и международной общественностью
приложат усилия для строительства устойчивого и безопасного Ближнего Востока,
свободного от конвенционального и неконвенционального оружия массового уничтожения в
контексте всеобщего устойчивого мира, который характеризуется примирением, доброй волей
и отказом от применения силы.
Б. Во имя этого стороны предпримут шаги для создания режима региональной безопасности.
В. Оборонный характер Палестинского государства
A. Вооруженные силы, не указанные в данном Соглашении, не будут развернуты или созданы
в Палестине.
Б. Палестина будет демилитаризованным государством (non-militarized state) с сильными
силами безопасности. В соответствии с этим, ограничение на приобретение, владение и
использование оружия палестинскими силами безопасности или его производство на
территории Палестины, будут детализированы в Приложении X. Любое предложение по
внесению изменений в Приложение X будет проверено трехсторонней комиссией, состоящей
из представителей обеих сторон и многонациональных сил. Если трехсторонняя комиссия не
придет к соглашению, ГКИ может высказать свои рекомендации.
I. Ни один человек или организация в Палестине, кроме палестинских сил безопасности и
отделений ГКИ, в том числе многонациональные силы, не будет вправе приобретать, держать,
доставлять или использовать оружие, кроме случаев, разрешенных законом.
B. Палестинские силы безопасности:
I. будут отвечать за пограничный контроль;
II. будут охранять закон и порядок и осуществлять полицейские функции;
III. будут выполнять функции разведки и службы безопасности;
IV. будут предотвращать террор;
V. будут выполнять спасательные и аварийные работы;
VI. в случае необходимости будут предоставлять услуги по жизнеобеспечению общества.
Г. Многонациональные силы будут инспектировать и удостоверять выполнение данной
статьи.
Г. Террор
А. Стороны выступают против террора и насилия в любых проявлениях и его сторонников, и
будут проводить соответствующую политику. Кроме того, стороны будут воздерживаться от
действий и политических акций, которые могут привести к экстремизму и создать условия,
способствующие террору у каждой из сторон.
Б. Стороны будут прилагать постоянные усилия, совместные или односторонние каждый на
своей территории, против всех видов насилия и террора. Эти усилия будут включать в себя
профилактику подобных действий и предание суду их исполнителей.
Г. Для этого стороны будут проводить постоянные консультации, сотрудничество и обмен
информацией между силами безопасности.
Д. Будет создана трехсторонняя комиссия, состоящая из представителей обеих сторон и США,
чтобы следить за исполнением данной статьи. Трехсторонняя комиссия по безопасности будет
проводить общую политику и разрабатывать основные направления по борьбе с террором и
насилием.
Д. Подстрекательство
А. Не нарушая свободы слова и других прав человека, признанных в мире, Израиль и
Палестина примут законы, предупреждающие подстрекательство к расизму, террору и
насилию, и будут энергично пресекать подстрекательство.
Б. ГКИ поможет сторонам определить основные направления для реализации данного
параграфа и будет контролировать выполнение сторонами данной статьи.
Е. Многонациональные силы
A. Будут созданы многонациональные силы, цель которых обеспечить гарантии безопасности
сторон, быть сдерживающим фактором и обеспечивать выполнение указаний,
соответствующих данному Соглашению.
Б. Состав, структура и размер многонациональных сил детализированы в Приложении X.
B. Для выполнения функций, указанных в данном договоре, многонациональные силы будут
размещены в Палестинском государстве. Многонациональные силы будут иметь статус
миротворческих сил (Status of Forces Agreement) в Палестинском государстве.
Г. В соответствии с данным Соглашением, и как указано в Приложении X,
многонациональные силы будут:
I. Охранять территориальную целостность Палестинского государства, в связи с его
демилитаризованным характером;
II. Являться сдерживающим фактором перед нападениями извне, которые могут угрожать той
или иной стороне.
III. Размещать наблюдателей в районах, прилегающих к линии израильского отступления во
время поэтапного вывода израильтян, в соответствии с Приложением X.
IV. Размещать наблюдателей для инспекции на сухопутной и морской границе Палестинского
государства, как указано в Статье 5 (13).
V. Выполнять функции на международных палестинских пограничных пропускных пунктах,
определённых в Статье 5 (12).
VI. Выполнять функции, связанные со станциями раннего предупреждения, определённых в
Статье 5 (8).
VII. Выполнять функции, указанные в Статье 5 (3). VII. Выполнять функции, указанные в
Статье 5 (7).
IX. Выполнять функции, указанные в Статье 10.
X. Помогать в борьбе с террором.
XI. Помогать в подготовке палестинских сил безопасности.
Д. Обо всем, что связано с вышеизложенным, многонациональные силы будут информировать
ГКИ в соответствии с Приложением X.
Е. Многонациональные силы будут выведены или их мандат будет изменён только по
соглашению сторон.
Ж. Эвакуация
A. Израиль выведет все вооруженные силы и силы безопасности, всех людей, работающих с
ними, вывезет все военное оборудование, включая мины, и все военные сооружения с
территории государства Палестина, кроме согласованных особо в Приложении X.
Б. Поэтапный вывод начнется немедленно после вступления в силу данного соглашения и в
соответствии с графиком и порядком, сформулированными в Приложении X.
B. Стадии должны быть разработаны в соответствии со следующими принципами:
I. Необходимость создать ясную и немедленную последовательность и продвинуть
быстрейшее выполнение палестинских планов развития.
II. Возможность Израиля переместить, расселить и абсорбировать поселенцев. Несмотря на
затраты и неудобства, свойственные таким процессам, они не должны мешать эвакуации.
III. Необходимость строительства границы между двумя государствами и введения её в
действие.
IV. Ввод и эффективная деятельность многонациональных сил, особенно на восточной
границе Палестины.
Г. Соответственно, вывод будет осуществлен поэтапно:
I. Первый этап включит районы Палестинского государства, обозначенные на карте X, и
закончится в течение 9 месяцев.
II. Второй и третий этапы включают остальную территорию Палестинского государства и
закончатся в течение 21 месяца после окончания первого этапа.
Д. Израиль закончит выход с территории Палестинского государства в течение 30 месяцев с
момента вступления в силу данного Соглашения и в соответствии с ним.
Е. Израиль сохранит небольшое военное присутствие в Иорданской долине. Военный
контингент будет находиться в компетенции многонациональных сил и в соответствии с
соглашением о статусе многонациональных сил, как указано в Приложении X, на период
дополнительных 36 месяцев. Указанный срок может быть пересмотрен сторонами в
зависимости от развития региональных отношений и по согласию сторон.
Ж. В соответствии с Приложением X, многонациональные силы будут инспектировать и
удостоверять выполнение данной статьи.
3. Станция раннего предупреждения
А. Израиль сможет оставить две станции раннего предупреждения (в дальнейшем: «Станции
предупреждения») на севере и в центре Западного берега в местах, указанных в Приложении
X.
Б. Станции предупреждения должны быть укомплектованы минимально необходимым
контингентом израильского персонала и должны занять минимальную территорию,
необходимую для их действия, как сформулировано в Приложении X.
Г. Доступ к станциям предупреждения будет охраняться и сопровождаться
многонациональными силами.
Д. За внутреннюю безопасность на Станциях предупреждения отвечает Израиль. За внешнюю
безопасность на Станциях предупреждения ответственность возлагается на
многонациональные силы.
Е. Связные многонациональных сил и палестинских сил безопасности будут находиться на
Станциях предупреждения. Многонациональные силы будут инспектировать и удостоверять
использование Станций предупреждения только в целях, признанных данным Соглашением и
сформулированных в Приложении X.
Ж. Данные договоренности будут заново проверены через десять лет с согласованием каждого
изменения с обеими сторонами. После этого, каждые пять лет договоренности, записанные в
данной статье, будут пересматриваться и продлеваться по взаимному согласию сторон.
З. Если в течение выше указанного срока будет создан региональный режим безопасности,
ГКИ может предложить сторонам решить, продолжать или изменить порядок использования
Станций предупреждения, в соответствии с развитием событий. Каждое изменение потребует
согласия обеих сторон.
И. Воздушное пространство
А. Гражданская авиация
I. Стороны признают права, привилегии и обязательства другой стороны, предусмотренные
многосторонними соглашениями по авиации, принятыми обеими сторонами, и в частности,
Соглашением по международной гражданской авиации (Чикагское Соглашение) 1944 г. и
Международное соглашение о транзите авиационных услуг от 1944 г.
II. Кроме того, стороны, после вступления в силу данного соглашения, должны создать
трехстороннюю комиссию, составленную из этих двух сторон и ГКИ, которая подготовит
наиболее эффективную систему управления гражданской авиацией, в том числе необходимые
аспекты системы контроля за воздушным сообщением. В отсутствие согласия ГКИ может
установить собственные рекомендации.
Б. Тренировочные полеты
I. Израильские военно-воздушные силы будут вправе использовать палестинское воздушное
пространство для проведения тренировочных полетов в соответствии с Приложением X,
правила которых основаны на правилах, действующих для израильской авиации в
израильском воздушном пространстве.
II. ГКИ будет контролировать и проверять выполнение данной статьи. Любая сторона может
подать жалобу в ГКИ, решение которой будет носить окончательный характер.
III. Достигнутые договоренности, сформулированные в данной статье, будут заново
пересмотрены через десять лет, и могут быть изменены или отменены по согласию сторон.
К. Электромагнитное пространство
A. Использование электромагнитной сферы одной из сторон не должно мешать другой
стороне.
Б. Приложение X должно детализировать меры, касающиеся использования
электромагнитной сферы.
B. ГКИ будет контролировать и удостоверять выполнение данной статьи и Приложения X.
Г. Любая сторона может подать жалобу в ГКИ, решение которой будет носить окончательный
характер.
Л. Правонарушения
Израильские и палестинские правоохранительные органы будут сотрудничать в борьбе с
незаконной торговлей наркотиков, нелегальной торговлей антиквариатом и художественными
ценностями, международной преступностью, в том числе воровством и мошенничеством,
организованной преступностью, торговлей женщинами и малолетними, подделкой,
пиратскими телевизионными и радиостанциями и другой нелегальной деятельностью.
М. Пересечение международной границы
A. Следующие договоренности касаются пропускных пунктов между Палестиной и
Иорданией, Палестиной и Египтом, а также аэропортов и морских портов, принадлежащих
Палестинскому государству.
Б. Все пропускные пункты будут находиться под контролем совместных групп, состоящих из
представителей палестинских сил безопасности и многонациональных сил. Эти группы будут
пресекать ввоз в Палестину оружия, веществ и оборудования, которые запрещены по данному
Соглашению.
B. Представители палестинских сил безопасности и многонациональных сил будут иметь
совместные и/или отдельные полномочия для предотвращения ввоза выше указанных
предметов в Палестину. Если между представителями палестинских сил безопасности и
представителями многонациональных сил возникнут разногласия по поводу ввоза того или
иного товара или вещества, палестинские силы безопасности вправе обратиться в ГКИ,
которая должна вынести своё заключение в течение 24 часов.
Г. Данная договоренность будет рассмотрена заново ГКИ через 5 лет, чтобы определить
необходимость её продолжения, изменения или завершения. После этого палестинская
сторона может запрашивать о подобном рассмотрении ежегодно.
Д. Израильская сторона вправе сохранять невидимое присутствие с помощью оборудования,
установленного в пассажирских терминалах в течение 30 месяцев. Это присутствие
организуется многонациональными силами и Израилем, с использованием необходимых
технологий. Израильская сторона вправе просить многонациональные силы или палестинские
силы безопасности проводить дополнительные проверки и принимать соответствующие меры.
Е. В последующие два года данные договоренности будут осуществляться со специального
пункта, построенного в Израиле и оборудованного по соответствующей технологии. Это не
должно приводить к задержке процедур перемещений через границу, определённых в данной
статье.
Ж. Израильская сторона вправе сохранять невидимое присутствие в багажных отделениях в
течение 30 месяцев, организованное многонациональными силами и Израилем, с
использованием необходимых технологий. Израильская сторона вправе просить
многонациональные силы или палестинские силы безопасности проводить дополнительные
проверки и принимать соответствующие меры. Если израильская сторона будет недовольна
действиями многонациональных сил и палестинских сил безопасности, она может задержать
багаж до распоряжения инспектора многонациональных сил. Распоряжение инспектора
многонациональных сил будет обязательным и окончательным и будет дано в течение 12
часов после обращения Израиля.
З. В последующие три года данные договоренности будут осуществляться со специального
пункта, построенного в Израиле и оборудованного по соответствующей технологии. Это не
должно приводить к задержке графика, отмеченного в данной статье.
И. Трехсторонняя комиссия высокого уровня, состоящая из представителей Палестины,
Израиля и ГКИ, будет постоянно собираться, чтобы контролировать процесс реализации
данных договоренностей и вносить исправления в экстренных случаях. Комиссия будет
собираться также по требованию.
Детали вышеуказанной статьи сформулированы в Приложении X.
Н. Пограничный контроль
А. Палестинские силы безопасности будут нести ответственность за пограничный контроль,
как указано в Приложении X.
Б. Многонациональные силы будут следить за осуществлением пограничного контроля со
стороны палестинских сил безопасности.
Статья 6
Иерусалим
1. Религиозное и культурное значение
А. Стороны признают универсальное историческое, религиозное, духовное и культурное
значение Иерусалима и его святость для иудаизма, христианства и ислама. С учётом этого
статуса, стороны вновь подтверждают свои обязательства сохранить этот характер, святость, и
свободу религиозной службы в городе и уважать разделение административных функций
между различными общинами.
Б. Стороны создадут межконфессиональный орган, состоящий из представителей трех
монотеистических религий, который будет действовать как консультативный орган по
вопросам, связанным с религиозным значением города и продвижением межрелигиозного
понимания и диалога. Состав, правила и принципы действия данного органа сформулированы
в Приложении X.
2. Столица двух государств
Взаимно признанные столицы обеих сторон будут находиться в районах Иерусалима,
находящихся под их суверенитетом.
3. Суверенитет
Суверенитет в Иерусалиме будет распределен в соответствии с приложенной Картой 2. Он не
будет затронут договоренностями, сформулированных ниже.
4. Пограничный режим
Пограничный режим будет осуществляться согласно условиям Статьи 11, с учётом
специфических потребностей Иерусалима (например, движения туристов и интенсивности
пересечения границы, включая порядок для жителей Иерусалима) и условий данной Статьи.
5. Участок Ахарам А-Шариф/ Храмовая гора (участок)
А. Международная группа
I. Международная Группа, составленная из представителей ГКИ и других сторон,
согласованных Сторонами, включая членов Организации Исламской Конференции, будет
создана для инспекции, удостоверения и помощи в выполнении данного пункта.
II. Для этой цели Международная Группа создаст орган многонационального присутствия в
районе, состав, структура, мандат и функции которого сформулированы в Приложении X
III. Орган многонационального присутствия станет специальным подразделением,
ответственным за безопасность и сохранность объектов. Орган многонационального
присутствия будет проводить периодические обсуждения данных вопросов и представлять
отчеты о безопасности Международной Группе. Эти отчеты будут публиковаться.
IV. Орган многонационального присутствия будет стараться немедленно решать любые
возникшие проблемы, а также сможет обращаться к Международной Группе, которая будет
функционировать в соответствии со Статьей 16, по любым нерешенным спорам.
V. Стороны могут в любое время запрашивать разъяснения или подавать жалобы в
Международную Группу, которая будет быстро расследовать и реагировать на них.
VI. Международная Группа составит правила и инструкции для поддержания безопасности
участка и сохранности объектов Они должны включать в себя списки разрешенного оружия и
оборудования в этом месте.
Б. Инструкции, касающиеся данного участка
I. Ввиду святости данного места, и в свете его уникального религиозного и культурного
значения для евреев, не будет никаких раскопок или строительства на месте, если это не
согласовано двумя Сторонами. Процедуры регулярного обслуживания и срочного ремонта в
районе должны быть установлены
Международной Группой после консультации со Сторонами.
II. Палестинское государство будет нести ответственность за поддержание безопасности в
районе и предотвращения его использование во враждебных целях, направленных против
израильтян или территории Израиля. Единственное оружие, разрешенное в районе, будет
находиться у людей палестинских сил безопасности и подразделения безопасности органа
многонационального присутствия.
III. В свете универсальной важности участка, доступ посетителей будет разрешаться с учётом
соображений безопасности, необходимости не нарушать отправления религиозной службы и
соблюдения норм скромности, определённых ВАКФом. Доступ будет организован без
дискриминации и, как правило, в соответствии с принятой ранее практикой.
Г. Передача полномочий
I. В конце периода вывода, предусмотренного в Статье 5(7), Палестинское государство
провозгласит о суверенитете данного района.
II. Международная Группа и её вспомогательные органы продолжат существовать и
выполнять все функции, предусмотренные в данной Статье, если иное не будет согласовано
двумя Сторонами.
6. Западная Стена
Западная Стена будет находиться под израильским суверенитетом.
7. Старый город
А. Значение Старого города
I. Стороны рассматривают Старый Город как единое целое, обладающее уникальным
характером. Стороны соглашаются, что сохранение этого уникального характера наряду с
охраной и повышением благосостояния жителей должны определять управление в Старом
Городе.
II. Стороны будут действовать в соответствии с правилами, установленными ЮНЕСКО для
списка мирового культурного наследия, в который включен и Старый Город.
Б. Функции ГКИ в Старом Городе
I. Культурное наследство
1. ГКИ будет инспектировать и удостоверять сохранение культурного наследия в Старом
Городе в соответствии с правилами, установленными ЮНЕСКО для списка мирового
культурного наследия. Для этой цели, ГКИ должен иметь свободный и беспрепятственный
доступ к местам, документам и информации, связанной с выполнением этой функции.
2. ГКИ будет работать в тесном сотрудничестве с Комитетом Старого Города, входящим в
Комитет по координации и развитии Иерусалима, в том числе и в подготовке плана
восстановления и сохранения Старого Города.
II. Охрана правопорядка
1. ГКИ создаст отделение по охране правопорядка в Старом Городе (в дальнейшем:
«Отделение охраны»), для координации, сотрудничества и помо-
щи палестинской и израильской полиции в Старом Городе, разрешения возникающих
напряженных ситуаций и помощи в преодолении разногласий, и исполнять обязанности
охраны в местах, указанных в Приложении X и в соответствии с процедурами, детально
описанными в нём.
2. Отделение охраны будет периодически предоставлять отчеты ГКИ.
III. Любая Сторона может подавать жалобы относительно этого пункта в ГКИ, который
должен быстро реагировать на них в соответствии со Статьей 16.
В. Свобода передвижения в Старом Городе
Движение в пределах Старого Города будет свободным и беспрепятственным в соответствии с
условиями этой статьи, а также правилами и инструкциями, имеющими отношение к
различным святым местам.
Г. Вход и выход из Старого Города
I. Пункты входа и выхода в Старый Город будут оборудованы властями государства, под чей
суверенитет попадает данный пункт, с присутствием членов Отделения охраны, если это не
оговорено иначе в конкретном случае.
II. Для помощи в обеспечении безопасности движения в Старом Городе каждая Сторона будет
принимать необходимые меры в пунктах входа, расположенных на его территории, чтобы
гарантировать обеспечение безопасности в Старом Городе. Отделение охраны будет
осуществлять контроль за деятельностью пунктов входа.
III. Граждане любой Стороны не смогут выйти из Старого Города на территорию другой
Стороны, если у них нет соответствующих документов, дающих им на это право. Туристы
могут выходить из Старого Города только на территорию той Стороны, для которой у них
имеется виза.
Д. Приостановка, завершение и продление
I. В экстренных случаях любая Сторона может приостановить меры, сформулированные в
Статье 6/7/В на одну неделю. Продление такой приостановки на срок более одной неделя
должно производиться по согласованию с другой Стороной и ГКИ в трехсторонней комиссии,
установленном в Статье 3/3.
II. Этот пункт не касается мер, детализированных в Статье 6/7/Е.
III. Через три года после передачи суверенитета в Старом Городе, Стороны рассмотрят заново
данные правила. Они могут быть завершены только при согласии Сторон.
IV. Стороны проверят возможность расширения этих порядков за пределами Старого Города
и могут согласиться на такое расширение.
Е. Специальные меры
I. На маршруте, отмеченному на Карте X (от Яффских Ворот до Сионских Ворот) будут
принят постоянный и безопасный порядок для израильтян в части доступа, свободы
передвижения, и безопасности, как сформулировано в Приложении X.
1. ГКИ будет нести ответственность за реализацию этих мер.
II. Не задевая суверенитет Палестинского государства, Израиль будет осуществлять
управление Башней Давида, как определено в Приложении X.
Ж. Цветовая разметка Старого Города
Будет подготовлено особая и хорошо заметная цветовая разметка районов, находящихся под
суверенитетом каждой из Сторон.
3 Охрана
I. Согласованное число израильских полицейских составит израильское полицейское
отделение Старого Города, которое будет нести ответственность за поддержание порядка и
выполнять каждодневные функции в районе, находящемся под израильским суверенитетом.
II. Согласованное число палестинских полицейских составит палестинское полицейское
отделение Старого Города, которое будет нести ответственность за поддержание порядка и
выполнять каждодневные функции в районе, находящемся под палестинским суверенитетом.
III. Все полицейские израильского и палестинского полицейских отделений Старого Города
пройдут специальную подготовку, включая совместные тренировки, которые будет проводить
подразделение охраны.
IV. Специальный совместный ситуационный пункт под руководством подразделения охраны в
сотрудничестве с полицейскими израильского и палестинского полицейских отделений
Старого Города, будет оказывать помощь в координации по вопросам, связанным с охраной и
безопасностью в Старом Городе.
И. Оружие
Никому не будет позволено носить или владеть оружием в Старом Городе, за исключением
полицейских сил, предусмотренных в данном соглашении. В дополнение, каждая Сторона
может предоставлять специальное письменное разрешение на ношение или владение оружием
в районах, находящихся под его суверенитетом.
К. Разведка и безопасность
I. Стороны установят тесное сотрудничество в области сбора и обмена разведывательной
информацией, касающейся Старого Города, включая немедленную информацию в случае
угрозы.
И. Будет создана трехсторонняя комиссия, состоящая из представителей этих двух Сторон и
представителей Соединённых Штатов, чтобы помочь этому сотрудничеству.
8. Кладбище на Масличной горе
Область, обозначенная на Карте X (Еврейское кладбище на Масличной горе) будет находиться
под израильским управлением. Израильский закон будет применяться к людям, посещающим
этот район и процедурам, относящимся к нему, в соответствии с Приложением X.
I. Будет выделена дорога, обеспечивающая свободный, неограниченный и беспрепятственный
доступ к кладбищу.
II. ГКИ будет контролировать выполнение этого пункта.
III. Эта договоренность может быть отменена только по соглашению обеих Сторон.
9. Порядок на особых кладбищах
На двух кладбищах, обозначенных на Карте X (кладбище на горе Сион и кладбище в Мошава
ха-Германит), будет установлен порядок, который гарантирует сохранение нынешнего
порядка захоронений и посещения могил, включая помощь в организации доступа к ним.
10. Туннель Западной Стены
А. Туннель Западной Стены, обозначенный на Карте X, будет находиться под израильским
управлением, включающим:
I. Неограниченный израильский доступ и право молиться и проводить религиозные обряды.
II. Ответственность за сохранение и содержание объекта в соответствии с этим Соглашением,
не задевая строения над ним, под надзором ГКИ.
III. Израильская охрана.
IV. Надзор ГКИ.
V. Северный выход из туннеля должен использоваться только для выхода и может быть
закрыт в чрезвычайной ситуации, как предусмотрено в Статье 6/7.
Б. Этот порядок может быть отменен только по согласию обеих сторон.
11. Координация на муниципальном уровне
A. Два муниципалитета Иерусалима сформируют Комитет по координации и развитию
Иерусалима (в дальнейшем: «Комитет»), чтобы осуществлять надзор за совместными
действиями и координацией между палестинским муниципалитетом Иерусалима и
израильским муниципалитетом Иерусалима. Комитет и его подкомиссии должны быть
основаны на равном представительстве Палестины и Израиля. Каждая сторона назначит своих
представителей в Комитет и его подкомиссии самостоятельно.
Б. Комитет будет гарантировать соответствие инфраструктуры и услуг, предоставляемых
жителям Иерусалима, самым высоким стандартам, поощрять экономическое развитие города
на общую пользу. Комитет будет поощрять диалог и примирение между общинами.
B. В Комитете будет действовать следующие подкомиссии:
I. Комиссия по планированию и распределения по районам: для обеспечения согласованного
планирования, проектирования и зонного разделения в областях, обозначенных в Приложении
X.
II. Комиссия по водным ресурсам: для решения вопросов, касающихся поставки питьевой
воды, дренажа, сбора и переработки сточных вод.
III. Транспортная комиссия: для координации связи и совместимости двух транспортных
систем и других вопросов, связанных с транспортом.
IV. Комиссия по окружающей среде: для решения проблем, связанных с окружающей средой
и влияющих на качество жизни в городе, в том числе вывоз мусора.
V. Комиссия по экономическому развитию: для разработки планов экономического развития в
районах, представляющих общий интерес, в том числе в области транспорта, торгового
сотрудничества в районе линии размежевания и туризма.
VI. Комиссия по полиции и аварийным службам: для координации мер по обеспечению
общественного порядка, профилактики правонарушений и предоставления услуг в экстренных
случаях.
VII. Комиссия по Старому Городу: для планирования и непосредственной координации
предоставления необходимых муниципальных услуг и других функций, предусмотренных в
Статье 6/7.
VIII. Другие комиссии, согласованные с Комитетом.
12. Израильский статус палестинцев — жителей Иерусалима
Палестинцы — жители Иерусалима, имеющие ныне статус постоянного жителя Израиля,
потеряют данный статус в момент передачи полномочий над районами, где они проживают,
Палестинскому государству.
13. Передача полномочий
В некоторых социально-экономических сферах Стороны предпримут промежуточные шаги,
чтобы гарантировать согласованную, быструю и организованную передачу полномочий и
обязательств от Израиля к Палестине. Это будет сделано таким образом, чтобы сохранить
имеющиеся социально-экономические права жителей Восточного Иерусалима.
Статья 7
Беженцы
1. Важность проблемы беженцев
А. Стороны признают, что существование двух независимых государств, Палестины и
Израиля, живущих бок о бок в мире друг с другом, требует согласованного решения проблемы
беженцев во имя достижения справедливого, всестороннего и длительного мира между ними.
Б. Это решение будет центральным также для установления стабильности и развития региона.
2. Резолюция 194 Генеральной Ассамблеи ООН, резолюция 242 Совета безопасности
ООН и арабская мирная инициатива
А. Стороны признают, что резолюция 194 Генеральной Ассамблеи ООН, резолюция 242
Совета безопасности ООН и арабская мирная инициатива (Статья 2.2), касающиеся прав
палестинских беженцев представляют основу для решения проблемы беженцев, и
соглашаются, что эти права будут реализованы согласно Статье 7 данного соглашения.
3. Компенсация
А. Беженцы будут иметь право на компенсацию за пребывание в качестве беженцев и за
потерю собственности. Это право не нарушается и не будет нарушено из-за постоянного места
жительства беженцев.
Б. Стороны признают право государств, принявших палестинских беженцев, на компенсацию.
4. Выбор постоянного места жительства
Решение вопроса о постоянном месте жительства беженцев должно являться актом
осознанного выбора со стороны беженца, в рамках вариантов и методов, сформулированных в
данном соглашении. Ниже перечислены варианты выбора постоянного места жительства,
предоставляемые беженцам:
A. Палестинское государство, в соответствии с пунктом 1, приведенным ниже.
Б. Области в Израиле, передаваемые Палестине в рамках обмена территориями, после их
перехода под палестинский суверенитет, в соответствии с пунктом 1, приведенным ниже.
B. Третьи страны, в соответствии с пунктом II, приведенным ниже.
Г. Государство Израиль, в соответствии с пунктом III, приведенным ниже.
Д. Страны, уже
принявшие беженцев, в соответствии с пунктом IV, приведенным ниже.
I. Право на постоянное место жительства в местах, указанных выше в пунктах А и Б, будет
предоставлены всем палестинским беженцам в соответствии с законами Палестинского
государства.
II. Выбор варианта по пункту В будет передан на суверенное решение третьих стран, и будет
соответствовать количеству, которые каждая третья страна представит международной
Комиссии. Эти цифры составят общее количество палестинских беженцев, принимаемых
каждой страной.
III. Выбор варианта по пункту Г будет передан на суверенное решение Израиля и будет
соответствовать количеству, которые Израиль представит международной Комиссии. Эти
цифры составят общее количество палестинских беженцев, принимаемых Израилем. За основу
Израиль примет в расчет среднее число беженцев, представленное третьими странами
международной Комиссии.
IV. Выбор варианта по пункту Д будет зависеть от суверенного решения стран, уже
принявших беженцев. Данный вариант будет включать в себя срочные и всеобъемлющие
программы развития и устройства, предназначенные для беженцев.
Приоритет во всех вышеупомянутых вариантах будет отдан палестинским беженцам,
находящимся в Ливане.
5. Свободный осознанный выбор
Процесс, с помощью которого палестинские беженцы выразят свой выбор постоянного места
жительства, должен основываться на свободном и осознанном решении. Сами стороны
обязуются, и будут поощрять третьи страны, помогать свободному выбору беженцев в
выражении их предпочтения, и будут противостоять любым попыткам вмешательства или
организованного давления на процесс выбора. Это не нанесет ущерб признанию Палестины
как воплощения палестинского самоопределения и статусу Палестинского государства.
6. Окончание действия статуса беженца
После того, как конкретный беженец выбирает место постоянного жительства, он теряет
статус палестинского беженца, что будет установлено международной Комиссией.
7. Конец претензиям
Это Соглашение предусматривает постоянное и полное решение проблемы палестинских
беженцев. Никакие претензии по данной проблеме больше не могут быть предъявлены, кроме
тех, которые связаны с выполнением этого соглашения.
8. Роль международного сообщества
Стороны призывают международное сообщество принять активное участие во всестороннем
решении проблемы беженцев в соответствии с этим Соглашением, в том числе, путём
создания Международной Комиссии и Международного Фонда.
9. Компенсация за потерю собственности
A. Беженцы получат компенсацию за потерю собственности в результате переселения.
Б. Совокупная сумма компенсации собственности будет рассчитана следующим образом:
I. Стороны обратятся в Международную Комиссию с просьбой назначить группу экспертов
для оценки стоимости собственности палестинцев во время переселения.
II. Группа экспертов в своих расчетах будет опираться на отчеты UNCCP (Комиссия ООН по
примирению в Палестине), отчеты опекунского совета о вложенном имуществе и на любые
другие отчеты, которые посчитает нужным. Стороны предоставят эти отчеты в распоряжение
группы экспертов.
III. Стороны назначат экспертов, которые будут консультировать и помогать группе
экспертов в её работе.
IV. Группа должна представить свои оценки Сторонам в течение 6 месяцев.
V. Стороны договорятся об экономическом коэффициенте, который будет применен к оценке
имущества, чтобы получить справедливую совокупную ценность собственности.
B. Общая оценка, согласованная Сторонами, определит сумму вклада Израиля в
Международный Фонд. Никакие другие дополнительные финансовые требования,
касающиеся проблем беженцев, не будут предъявлены Израилю.
Г. Вклад Израиля будет осуществлен платежами в соответствии с Графиком X.
Д. Стоимость имущества, которое останется в целости в бывших поселениях, которые
перейдут к Палестинскому государству, будет вычитаться из израильского вклада в
Международный Фонд. Определение этой суммы будет сделано Международным Фондом с
учётом ущерба, нанесенного поселениями.
10. Компенсация за пребывание в статусе беженца
А. Будет создан «Фонд беженцев» с учётом признания статуса беженца за каждым
индивидуально. Фонд, в котором Израиль будет выступать в роли инвестора, будет
находиться под надзором Международной Комиссии. Структура и финансирование Фонда
сформулированы в Приложении X.
Б. Средства будут распределены между общинами беженцев, в которых раньше действовал
Фонд помощи ООН — УНРА, и пойдут на общественное развитие и обеспечение жизни
беженцев. Международная Комиссия создаст соответствующие механизмы, с помощью
которых общины беженцев, получающие деньги, смогут самостоятельно распоряжаться ими.
11. Международная Комиссия
А. Мандат и состав
I. Будет создана Международная Комиссия, на которую возложена полная и исключительная
ответственность за осуществление всех аспектов этого соглашения, имеющего отношение к
беженцам.
II. Кроме того, Стороны призывают Организацию Объединённых Наций, Соединённые
Штаты, УНРА, арабские страны, принявшие беженцев, ЕС, Швейцарию, Канаду, Норвегию,
Японию, Мировой Банк, Российскую Федерацию, и другие страны стать членами Комиссии.
III. Комиссия будет:
1. Осуществлять надзор и управление процессом, в результате которого будет определён и
признан статус палестинских беженцев и место постоянного жительства.
2. Осуществлять надзор и управление, в тесном сотрудничестве со странами, принявшими
беженцев, за разработкой программ реабилитации и развития.
3. Собирать и справедливо распределять денежные средства.
IV. Стороны представят Комиссии все необходимые документы, отчеты и архивные
материалы, находящиеся в их владении, которые Комиссии посчитает необходимыми для её
функционирования и работы её органов. Комиссия может запрашивать такие материалы у
всех других сторон, в том числе, UNCCP и УНРА.
Б. Структура
I. Комиссия будет управляться Исполнительным Правлением (в дальнейшем «Правление»),
состоящим из представителей стран и органов, входящих в её состав.
II. Правление будет обладать высшей властью в Комиссии и вести необходимую политику в
соответствии с данным Соглашением.
III. Правление установит процедуры, определяющие работу Комиссии, в соответствии с
данным Соглашением.
IV. Правление будет осуществлять надзор и управление работой различных комитетов
Комиссии. Упомянутые комитеты будут периодически предоставлять отчеты Правлению в
соответствии с процедурами, сформулированными ниже.
V. Правление создаст Секретариат и назначит председателя. Председатель и Секретариат
будут руководить ежедневной работой Комиссии.
В. Особые комитеты
I. Комиссия создаст технические комитеты, указанные ниже.
II. Правление определит структуру и обязанности комитетов, если другое не предусмотрено в
данном Соглашении.
III. Стороны смогут обращаться в комитетам, если сочтут необходимым.
IV. Комитеты определят механизмы разрешения разногласий в интерпретации или
исполнения указаний данного Соглашения, касающихся беженцев.
V. Комитеты будут функционировать в соответствии с данным Соглашением, и будут
принимать обязательные решения в соответствии с этим.
VI. Беженцы будут иметь право обжаловать решения, влияющие на них в соответствии с
процедурами, установленными данным Соглашением и сформулированными в Приложении
X.
Г. Комитет определения статуса
I. Комитет определения статуса будет нести ответственность за подтверждение статуса
беженца.
II. Регистрация в Фонде помощи ООН — УНРА будет рассматриваться лишь как
предположение (предварительное доказательство) статуса беженца.
Д. Комитет по компенсациям
I. Комитет по компенсации ответственен за управление выполнением выплат компенсации.
II. Комитет будет распределять компенсацию за потерю имущества по индивидуальным
требованиям, в соответствии со следующими принципами:
1. Постоянная сумма компенсации на человека — для имущественных требований до
определённой суммы. В данном случае претендент должен только доказать своё право
владения. Выплата осуществляется по ускоренной процедуре.
2. Компенсация на основе иска — для иска свыше определённой суммы за недвижимость и
другие активы. В данном случае претендент должен доказать право на собственность, а также
сумму убытков.
III. Приложение X проработает детали вышеупомянутые пунктов, не ограничиваясь
вопросами, связанными со свидетельствами и записями в списках UNCCP, Опекунского
совета, Фонда помощи ООН и другими.
Е. Комитет по компенсации странам, принявшим беженцев
Страны, принявшие беженцев, получат компенсацию.
Ж. Комитет по выбору постоянного места жительства
Комитет по выбору постоянного места жительства:
I. Разработает, со всеми заинтересованными странами, программы реализации вариантов
выбора постоянного места жительства в соответствии со Статьей 7/4, изложенной выше.
II. Поможет претендентам сделать осознанный выбор постоянного места жительства.
III. Будет принимать заявления от беженцев относительно постоянного места жительства.
Претенденты должны указать несколько вариантов предпочтения в соответствии со статьей
7/4, указанной выше. Заявления должны быть поданы не позднее двух лет с начала
деятельности Международной Комиссии. Беженцы, которые не подадут такие заявления в
течение двухлетнего периода, потеряют статус беженца.
IV. Определит, в соответствии с подстатьей 1, указанной выше, постоянное место жительства
претендентов, принимая во внимание индивидуальное предпочтение и сохранение семей.
Претенденты, которые не выполнят решение Комитета, потеряют статус беженца.
V. Обеспечит претендентов соответствующей технической и юридической помощью.
VI. Палестинские беженцы должны поселиться на постоянное место жительства в течение 5
лет с момента начала деятельности Международной Комиссии.
З. Комитет «Фонда беженцев»
Комитет «Фонда беженцев» реализует положения Статьи 7/10, как указано в Приложении X.
И. Комитет по устройству и развитию
В соответствии с целями данного Соглашения и с учётом вышеупомянутой программы выбора
постоянного места жительства, Комитет по устройству и развитию будет работать в тесном
сотрудничестве с Палестиной, странами, принявшими беженцев, и другими третьими
странами и сторонами, направляя свою деятельность на устройство беженцев и развитие
общества. Эта деятельность будет включать разработку программ, обеспечивающих бывшим
беженцам возможность личного и общественного развития, жилищные условия, услуги
образования, здравоохранения, переквалификации и других потребностей. Эти программы
должны войти в общий план регионального развития.
12. Международный Фонд
А. Будет создан Международный Фонд для получения вкладов, описанных в этой Статье и
дополнительных вкладов от международного сообщества. Фонд будет переводить средства в
Комиссию для обеспечения её деятельности. Фонд будет проверять счета Комиссии.
Б. Структура, состав и деятельность Фонда сформулированы в Приложении X.
13. Фонд помощи ООН
А. Фонд помощи ООН постепенно прекратит деятельность в каждой стране, в которой он
работает, по мере решения проблем беженцев в той стране.
Б. Фонд помощи ООН прекратит своё существование через 5 лет после начала деятельности
Комиссии. Комиссия должна составить план постепенного свертывания деятельности Фонда
помощи ООН и помочь в передаче его функций странам, принявшим беженцев.
14. Программы примирения
A. Стороны будут поощрять и поддерживать развитие сотрудничества между
соответствующими учреждениями и общинами, создание форумов для обмена исторической
информацией и увеличения взаимопонимания.
Б. Стороны будут помогать и поощрять подобные обмены для более широкого
распространения этой информации, в рамках формального и неформального образования,
обеспечивая условия для прямых контактов между школами, образовательными
учреждениями и гражданским обществом.
B. Стороны рассмотрят возможность принятия совместных культурных программ, цель
которых — поощрение примирения во всем, что касается их истории.
Г. Эти программы могут включать в себя развитие соответствующих путей увековечивания
памяти о деревнях и общинах, существовавших до 1949 года.
Статья 8
Израильско-палестинская комиссия по сотрудничеству
1. Стороны создадут израильско-палестинскую комиссию по сотрудничеству сразу же после
введения соглашения в действие. Комиссия будет являться органом на уровне министров с
сопредседателями-министрами.
2. Израильско-палестинская комиссия по сотрудничеству будет развивать и помогать в
реализации политики сотрудничества в областях, представляющих взаимный интерес,
включая необходимую инфраструктуру, темы долгосрочного развития и окружающей среды,
сотрудничество между муниципалитетами приграничных городов, промышленные парки в
приграничной полосе, альтернативные программы, развитие трудовых ресурсов, спорта и
молодёжного движения, науки, сельского хозяйства и культуры.
3. Израильско-палестинская комиссия по сотрудничеству будет 
расширять сферы и сроки
совместных действий между сторонами.
Статья 9
Соглашение об использовании определённых дорог
1. Следующие договоренности касаются использования израильскими гражданами
некоторыми дорогами в Палестине, обозначенными на карте X (шоссе 443, шоссе Иерусалим -
Тверия, проходящее через Иорданскую долину, шоссе Иерусалим — Эйн-Геди).
2. Данные договоренности не задевают юридические права палестинской стороны над этими
дорогами, в том числе на патрулирование их палестинскими силами безопасности.
3. Процедура договоренности об использовании дорог будет подробнее описана в
Приложении X.
4. Израильтяне смогут получить разрешение на использование обозначенных дорог.
Разрешения будут предъявляться при въезде на шоссе. Стороны проверят возможность
создания системы использования дорог с применением магнитных карточек.
5. Многонациональные силы постоянно будут патрулировать обозначенные дороги.
Многонациональные силы разработают вместе с Израилем и Палестиной согласованный
порядок сотрудничества в чрезвычайной эвакуации израильтян, требующих срочной
медицинской помощи.
6. В случаях аварий или происшествий с участием израильских граждан, требующих
расследования и юридических процедур, будет полное сотрудничество между израильскими и
палестинскими властями, в соответствии с договоренностями, подписанными в рамках
сотрудничества в юридической сфере между двумя государствами. Стороны могут попросить
о помощи в данной сфере.
7. Израильтяне не будут пользоваться обозначенными дорогами для въезда на территорию
Палестины при отсутствии необходимых документов и разрешений.
8. В условиях мира в регионе, будут согласованы и вступят в силу договоренности об
использовании палестинскими гражданами определённых израильских дорог.
Статья 10
Места, имеющие важное религиозное значение
1. Стороны сформулируют особые договоренности о гарантиях доступа в места, имеющие
важное религиозное значение, указанных в Приложении X. Эти договоренности касаются,
среди прочего, Пещеры праотцев в Хевроне, могил Рахель в Бейт-Лехеме и пророка Самуэля.
2. Для проезда к этим местам будет организована специальная подвозка от пограничного
пункта до места назначения.
3. Стороны договорятся о требованиях и процедуре получения лицензии для частных
компаний по перевозкам.
4. Транспортные средства и пассажиры будут находиться под контролем многонациональных
сил.
5. Транспорт будут сопровождать многонациональные силы от пограничного пункта до места
назначения.
6. Транспорт будет руководствоваться правилами движения и областью юрисдикции той
страны, по которой они двигаются.
7. Доступ в эти места в особые дни и праздники подробно описан в Приложении X.
8. На местах будут постоянно присутствовать палестинские туристические власти и
многонациональные силы.
9. Стороны создадут совместный орган по религиозному управлению в данных местах.
10. В случае аварий или событий, в которых замешаны израильские граждане, требующих
юридических или уголовно-процессуальных процедур, будет полное сотрудничество между
израильскими и палестинскими властями, в соответствии с достигнутыми договоренностями.
11. Израильтяне не будут использовать транспорт для въезда на территорию Палестины при
отсутствии необходимых документов и разрешений.
12. Стороны будут защищать и охранять места, имеющие религиозное значение, указанные в
Приложении X, и будут помогать организовывать посещение кладбищ, указанных в
Приложении X.
Статья 11
Пограничный режим
A. Между двумя государствами будет действовать пограничный режим, когда движение
между ними будет осуществляться в соответствии с требованиями местного закона каждого из
них и условий соглашения, подробно изложенного в Приложении X.
Б. Пересечение границы будет осуществляться только на определённых пограничных
переходах.
B. Процедура пересечения границы будет организована так, чтобы помочь налаживанию
тесных торговых и экономических связей, в том числе движению рабочей силы между
сторонами.
Г. Каждая сторона на своей территории будет проводить необходимые по её мнению шаги,
чтобы убедиться, что ни один человек, автомобиль или товар не пересекли границу незаконно.
Д. Особые договоренности о границе в Иерусалиме изложены выше в Статье 6.
Статья 12
Водные ресурсы
Статья 13
Экономические связи
Статья 14
Сотрудничество в юридической области
Эти статьи касаются профессиональных проблем, которые переданы для разработки в
комиссии специалистов. По окончании работы комиссий они будут представлены
общественности.
Статья 15
Палестинские заключенные и задержанные
1. В связи с данным Соглашением о постоянном урегулировании между Израилем и
Палестиной, окончанием конфликта, прекращением насилия в любой форме и
договоренностями в сфере безопасности, записанными в данном соглашении, все
палестинские заключенные и арабы, находящиеся в заключении в рамках израильско-
палестинского конфликта до подписания данного соглашения (день/месяц/год), будут
освобождены в соответствии с категориями изложенными в Приложении X.
A. Категория «алеф»: все заключенные, попавшие в тюрьму до начала реализации Декларации
о принципах от 4 мая 1994 г., задержанные, подростки, женщины и больные — будут
освобождены в момент введения соглашения в действие.
Б. Категория «бет»: все задержанные после 4 мая 1994 г. и до подписания соглашения, будут
освобождены не позднее, чем через 18 месяцев после введения соглашения в действие, кроме
тех, которые входят в категорию «гимел»
B. Категория «гимел»: исключительные случаи — люди, имена которых даны в Приложении X
— будут освобождены в течение 30 месяцев после полного выполнения всех территориальных
условий данного соглашения, изложенных в Статье 5.
Статья 16
Механизм разрешения разногласий
1. Разногласия, касающиеся толкования или реализации данного соглашения, будут решаться
в рамках двухсторонних переговоров, которые будут созваны комиссией на самом высоком
уровне.
2. Если разногласия не будут разрешены подобным путём достаточно быстро, каждая сторона
вправе обратиться к механизму посредничества и согласования, в соответствии с Статьей 3.
3. Разногласия, которые не могут быть преодолены путём двусторонних переговоров или
через посредников, будут разрешаться через согласительные органы, согласованные обеими
сторонами.
4. Разногласия, не разрешенные ни одним из выше перечисленных способов, могут быть
направлены каждой стороной в третейский суд. Каждая сторона назначает по одному
представителю из трех членов суда. Стороны выбирают третьего арбитра по согласованию, а в
случае несогласия — по ротации из согласованного списка арбитров, данного в Приложении X.
Статья 17
Заключительные статьи
В Соглашение будет включен последний пункт, позволяющий добавить решения Совета
Безопасности ООН / Генеральной ассамблеи ООН, утверждающей данное Соглашение и
заменяющее предыдущие решения ООН.
Английская версия этого текста считается основной.
Инициаторы Соглашения
Израильская сторона:
А. Б. Йегошуа — писатель
Хаим Орон — депутат Кнессета. Бывший министр сельского хозяйства.
Шауль Ариэли — полковник запаса, бывший командир бригады в Газе. Председатель комитета
мира в правительстве Барака.
Арье Арнон — профессор экономики.
Авраам Бург — депутат Кнессета, председатель Кнессета 15-го созыва, бывший глава
Еврейского агентства «Сохнут».
Йоси Бейлин — бывший министр юстиции. Председатель движения ШАХАР.
Хаим Бен-Шахар — профессор экономики.
Шломо Бром — преподаватель Центра «Яффо». Бригадный генерал запаса, бывший начальник
отдела стратегического планирования.
Узи Барам — бизнесмен. Бывший министр туризма.
Давид Гроссман — писатель.
Цвия Гринфельд — писательница.
Цвия Вальдан — доктор психолингвистики.
Дов Лаутман — бизнесмен.
Даниэль Леви — бывший советник по вопросам Иерусалима в канцелярии премьер-министра.
Член переговорной группы в Табе.
Амнон Липкин-Шахак — бывший начальник Генерального штаба. Занимал пост министра
транспорта.
Амрам Мицна — депутат Кнессета. Генерал-майор запаса, бывший мэр Хайфы и бывший
председатель партии «Авода».
Амос Оз — писатель.
Гиора Инбар — бригадный генерал запаса, бывший командир подразделения связи в Ливане.
Рон Пундак — доктор истории. Генеральный директор Центра мира Шимона Переса
Менахем Кляйн — доктор, преподаватель университета Бар-Илан, специалист по вопросам
Иерусалима.
Дорон Кадмиэль — бригадный генерал запаса, бывший командующий артиллерии.
Давид Кимхи — бывший высокопоставленный работник Моссада и генеральный директор
министерства иностранных дел.
Далия Рабин — председатель Центра Рабина по исследованию Израиля, бывший депутат
Кнессета и заместитель министра обороны.
Алик Рон- комиссар полиции в отставке. Бывший начальник Северного округа полиции.
Нехама Ронен — член партии «Ликуд». Бывший депутат Кнессета и генеральный директор
министерства окружающей среды.
Дрор Штерншос — специалист по рекламе.
Гидеон Шефер — генерал-майор запаса, бывший глава АКА и председатель национального
совета безопасности.
Ави Шекед — бизнесмен.
Юли Тамир — депутат Кнессета. Профессор философии. Бывший министр абсорбции.
Палестинская сторона:
Маха Абу-Шоша — бизнесмен.
Назми Аль-Джуба — специалист по вопросам Иерусалима, преподаватель университета Бир-
Зайт.
Абед Кадер Аль-Хусейни — генеральный директор фонда Фейсала Аль-Хусейни.
Зухио Аль-Мансара — бывший управляющий Дженина
Самиах Аль-Абед — доктор. Заместитель министра планирования, член палестинской мирной
коалиции, член группы на переговорах 1993 г.
Раит Аль-Омари — юрист, член переговорной группы ООП.
Хишам Абед Аль-Разек — член законодательного совета, представитель Газы. Бывший министр
по вопросам заключенных в палестинском правительстве. Бывший заключенный израильской
тюрьмы.
Каис Асад — координатор палестинской мирной коалиции.
Басил Джабир — член комиссии по реформам в ООП. Бывший советник министра Набила
Шаат, бывший член переговорной группы.
Маруан Джилани — бывший представитель ООП в ООН. Один из лидеров Союза палестинских
студентов.
Башар Джума — специалист по картографии в министерстве планирования. Бывший член
переговорной группы.
Ради Джараи — заместитель министра по делам заключенных в ООП. Член палестинской
делегации на Мадридской конференции.
Джамал Закут — бывший генеральный директор министерства по согласованию действий
кабинета палестинской автономии, один из лидеров партии Фида в Газе.
Камаль Хусейни — специалист по связям с общественностью.
Мухаммад Хумари — член палестинской законодательной комиссии от имени ФАТХа,
представитель Хеврона. Бывший заключенный.
Саман Хури — палестинский активист мира.
Ибрагим Хариши — секретарь профсоюзов ООП. Бывший председатель отдела по переговорам
в ООП и председатель Союза палестинских студентов.
Лиана Абед Альрахим Абед-Рабо — генеральный директор министерства культуры.
Писательница.
Ясер Абед-Рабо — член рабочей комиссии ООП. Бывший министр в палестинской
администрации. Руководитель палестинской переговорной группы в 1999—2000 гг.
Кадура Фарес — член палестинской законодательной комиссии, представитель Рамаллы.
Заместитель Маруана Баргути по руководству ФАТХ-Танзим. Бывший заключенный.
Набил Иса Касис — доктор. Бывший министр планирования в палестинской администрации и
заместитель президента университета Бир-Зайт. Основатель института экономико-
общественных исследований.
Самир Рантиси — представитель центра мирной палестинской коалиции.

## Толкование (группа «Женевская инициатива»)
Палестинцы отказываются от реализации права на возвращение. Беженцам предоставляется возможность выбора гражданства и в других странах. Сделав свой выбор, если их прошение о предоставлении гражданства удовлетворяется принимающей страной, они потеряют право на возвращение в Израиль. Сохраняется и возможность выбора израильского гражданства, в случае, если Израиль одобрит соответствующее прошение, однако формально это не будет являться реализацией права на возвращение.
Израиль возвращается к границам, существовавшим до Шестидневной войны, однако ряд территорий изменят свой статус по сравнению с 1967 годом.
Иерусалим будет разделен, а его восточная часть перейдёт под палестинский суверенитет.
Еврейские районы западной части города останутся под израильским суверенитетом. Храмовая гора уйдёт под палестинский суверенитет, Стена плача — западная стена Храмовой горы, останется за Израилем.
На Храмовую гору будут иметь доступ посетители всех вероисповеданий. Свобода доступа будет контролироваться международными силами. Еврейский религиозные службы на Храмовой горе будут запрещены, как и израильские археологические раскопки. Судьба существующих участков и территориальных единиц, на которых ведутся, планируются или предполагаются археологические раскопки, определена особым протоколом, публикация которого отложена до момента подписания соглашений. Под контролем Израиля останутся также Гиват-Зеэв, Маале-Адумим и Гуш-Эцион, государственная территориальная принадлежность которых должна быть определена и окончательно установлена. Ариэль, Эфрата и иерусалимский район Хар-Хома, а также часть пустыни Негев, прилегающая к сектору Газа, передаются палестинцам в обмен на некоторые территории на Западном берегу Иордана.
Палестинская сторона обязуется бороться с террором, пресекать подстрекательство к насилию и пропаганду ненависти, разоружить военизированные группировки.
Будущее Палестинское государство должно быть демилитаризовано, его границы будут патрулироваться международными силами.
«Женевская инициатива» - это модель соглашения о постоянном урегулировании конфликта
между Государством Израиль и Палестинским государством. Этот документ представляет
полное и однозначное решение всех жизненно важных проблем для гарантии окончания
кровавого конфликта. Принятие и реализация документа приведут к решению проблемы
исторической конфронтации, откроют новую главу в отношениях с нашими соседями и - что
самое главное - приведут к осуществлению сионистской мечты: Государство Израиль, которое
больше не расколото территориальными проблемами, а сосредоточившее свои усилия на
развитии страны и её безопасности, на укреплении демократических ценностей и реализации
мечты о справедливом обществе.
1. Двустороннее признание
- Палестинцы признают право еврейского народа на его государство.
- Палестинцы признают Государство Израиль нашим национальным домом.
- Израиль признает Палестинское государство национальным домом палестинского народа.
2. Безопасность и борьба с террором
- Палестинское государство будет демилитаризованным, только с силами безопасности,
необходимыми для контроля за соблюдением закона и порядка и предотвращения террора.
- Палестинцы обязуются объявить тотальную и непрерывную войну террору и насилию, и не
допускать создания нерегулярных сил или незаконных вооруженных формирований на своей
территории.
- Эта война должна вестись постоянно, независимо от возможных кризисов в двусторонних
отношениях.
- Стороны примут меры для прекращения подстрекательства, в том числе и законодательным
путём.
- Палестинцы принимают на себя обязательства воздерживаться от присоединения, оказания
помощи, развития или сотрудничества с любой коалицией или союзом, цели которых
враждебны Израилю.
3. Границы и поселения
- Граница, обозначенная на подробной карте, является окончательной и не подлежит
пересмотру.
- В соответствии с данным соглашением и прилагаемыми картами, в расширенные границы
Государства Израиль будут включены еврейские поселения, находящиеся сегодня за «зеленой
чертой» и еврейские районы Восточного Иерусалима, а также важные с точки зрения
безопасности территории, расположенные за аэропортом им. Бен-Гуриона - все они будут
присоединены к Израилю по соглашению, и станут неотъемлемой частью Израиля.
- Около 300 тысяч израильтян, живущих сегодня за «зеленой чертой», останутся в своих домах
и поселениях и впервые будут включены в суверенные и согласованные границы Государства
Израиль.
- Взамен на присоединение районов еврейских поселений, еврейских районов Восточного
Иерусалима и территорий, важных с точки зрения безопасности, Израиль передаст
палестинцам другие территории в соотношении один к одному.
- Израильтяне смогут свободно пользоваться, в соответствии с особыми соглашением,
важными транспортными магистралями, такими как Модиин-Иерусалим, Иерусалим
Иорданская долина и из Иорданской долины в направлении Бейт-Шеана и Эйн-Геди.
4. Иерусалим
- К соглашению прилагается подробная карта, определяющая суверенитет в районе
Иерусалима. Все еврейские кварталы, в том числе и находящиеся в восточной части города,
останутся под полным израильским суверенитетом.
- Палестинцы признают Иерусалим в новых границах столицей Израиля. Палестинские
кварталы образуют столицу палестинского государства.
- В новых границах Иерусалим станет городом с абсолютным еврейским большинством. Все
израильские кварталы Восточного Иерусалима станут неотъемлемой частью Государства
Израиль и будут территориально непрерывно соединены с западной частью города.
- Израильские поселения, примыкающие к Иерусалиму и находящиеся сегодня за «зеленой
чертой» - Маале-Адумим, Гиват-Зеэв, Гуш-Ацион и Гивон - будут также присоединены к
Израилю.
- Западная стена Храмовой горы и еврейский квартал будут находиться под полным
израильским суверенитетом.
- Будет гарантирована полная свобода передвижения по Старому Городу.
- Палестинцы признают историческую связь и исключительное значение Храмовой горы для
еврейского народа.
- Будет гарантирован свободный доступ израильтян на территорию Храмовой горы и
запрещены любые раскопки или строительство на ней без нашего согласия.
- 220 тысяч жителей Восточного Иерусалима станут гражданами палестинского государства,
утратив при этом статус постоянных жителей Израиля, на который они имеют право сегодня.
5. Беженцы
- В соглашении нет права на возвращение в Израиль палестинских беженцев.
- Согласованное решение проблемы палестинских беженцев положит конец статусу беженцев
и включит в себя пункт о денежной компенсации и постоянном месте жительства.
- У каждого беженца будет несколько возможностей в части выбора места постоянного
жительства. Единственная возможность, на которую будет автоматическое право для любого
беженца, - это поселиться в палестинском государстве - своем национальном доме.
- Другие возможности - остаться на прежнем месте или переехать в одну из третьих стран,
которая принимает беженцев - будут осуществляться в соответствии с суверенным решением
каждой из этих стран.
- Израиль, подобно третьим странам, примет участие в усилиях по устройству беженцев.
Количество принимаемых будет передано исключительно на суверенное решение Израиля, с
учётом среднего количества беженцев, принимаемых третьими странами.
- Соглашение приведет к постоянному и полному урегулированию проблемы беженцев и
после этого не будет никаких дополнительных претензий по этой проблеме.
6. Международный контроль
- Многонациональная группа с участием США будет наблюдать за выполнением соглашения.
- В рамках этого контроля на территории Палестинского государства будет размещен военный
контингент многонациональных сил.
- Иностранные силы будут инспектировать пограничные переходы на границе Палестины с
другими странами для предотвращения контрабанды оружия и «опасных веществ».

## Сопроводительное письмо, прилагаемое к «Женевской инициативе»
(Это единственный документ, подписанный участниками, в котором они объясняют свои намерения.)

Письмо министру иностранных дел Швейцарии, госпоже Калми-Рей.
Мы, нижеподписавшиеся, группа палестинцев и израильтян, представляем сегодня, 12/10/03,
черновой вариант соглашения о постоянном урегулировании конфликта между двумя
народами. На данный момент правительства Израиля и Палестины согласились принять
«Дорожную карту», включающую в себя также достижение соглашения, основанного на
создании двух государств до 2005 года. Мы считаем делом особой важности представить двум
народам и всему миру пример соглашения о всеобъемлющем постоянном урегулировании. По
нашему мнению, это доказательство того, что несмотря на боль, связанную с уступками,
можно прийти к историческому компромиссу, отвечающему жизненным национальным
интересам каждой стороны. Мы представляем данную модель соглашения как пакет и как
единое целое.

В ближайшем будущем мы начнем пропагандистскую кампанию, цель которой - убедить
стороны в необходимости исторического компромисса в духе этой модели в рамках
соглашения, призванного положить конец продолжающемуся конфликту. Будучи
приверженцами мира, стремящимися к продвижению национальных интересов двух народов,
верящими в возможность достижения мира, мы считаем эту деятельность насущно
необходимой задачей. Бесконечное откладывание достижения подобного соглашения работает
против нас, и мы считаем, что наши нынешние действия могут помочь тем, от кого зависит
принятие решений.

Прошлый опыт доказывает, насколько тяжело официальным лицам вести переговоры об
окончательном соглашении из опасений, что подробный рабочий или технический документ
может стать основанием для односторонних уступок. Поэтому мы будем принимать участие в
подготовке дополнений и приложений с целью представить самые подробные решения
проблем, войдем в структуры, принимающие решения в период, когда начнутся переговоры об
окончательном урегулировании.

Среди участников с обеих сторон есть люди, занимавшие в прошлом официальные посты, и
даже те, кто до сих пор их занимает. Но в документе никто из нас не представляет свой народ
в той форме, которая придает документу значение обязывающего. Мы верим, что
представляем широкий спектр общественного мнения с обеих сторон. В этом процессе с
самого начала мы получили поддержку частного швейцарского фонда и министерства
иностранных дел Швейцарии.

Написание чернового варианта соглашения и его дальнейшее представление стало серьёзным
заданием для всех нас. Несмотря на это, мы решили пойти по этому, а не по другому пути,
потому что мы верим: подобные действия могут стать источником надежды после очень
долгого периода страданий, убийств и взаимных обвинений, а также способны помочь в
создании атмосферы доверия и разрушения преград между нашими народами. В контексте
«Дорожной карты» этот черновик показывает реальные итоги, приемлемые для обеих сторон,
к которым мы должны подойти к 2005 году, и таким образом он также предлагает ответ
скептикам и тем, кто поддерживает бесконечную серию промежуточных соглашений. Это
соглашение приведет к образованию суверенного Палестинского государства рядом с
Израилем, положит конец оккупации, завершит конфликт и кровопролитие и станет
безусловным концом взаимных претензий.

Мы передаем этот образец соглашения в руки министерства иностранных дел Швейцарии.
После окончательной доработки мы намерены как можно скорее встретиться в Женеве на
церемонии подписания и официального начала реализации «Женевской инициативы».

## Поддержка инициатив
На церемонию презентации проекта прибыли официальные представители Саудовской Аравии, министр иностранных дел Марокко Махмуд Бен-Иса, заместитель главы правительства Катара Хамад Аль-Сани, старший советник президента Египта Усама Аль-Баз, представители Омана, Иордании и Бахрейна.

## Критика

### Со стороны Израиля
Премьер-министр Ариэль Шарон осудил инициативу Бейлина — Раббо, заявив, что не следует вводить население и международное сообщество в заблуждение, предлагая ещё одну опцию, альтернативную политике законного избранного правительства: «Только правительство может осуществлять какие-либо действия, предлагать политические пути решения и подписывать соглашения».
Йосеф Лапид (Шинуй) заявил: 
«Палестинцы одобрили „Дорожную карту“, содержащую гораздо больше уступок с их стороны, чем „Женевская инициатива“, как основу для переговоров, и Израилю нет смысла отказываться от уже согласованного… Должна быть использована любая возможность для возобновления диалога с палестинцами, но это должно быть сделано по инициативе законно избранного правительства и командой специалистов, а не политиков-неудачников, какими являются Йосси Бейлин, Амрам Мицна и Авраам Бург». 
Продвижение Женевской инициативы было финансировано правительственными организациями нескольких стран (Швейцария, Франция, Бельгия), что рассматривалось в Израиле как иностранное вмешательство во внутренние дела страны.
Существует мнение, что соглашения не сбалансированы, и заставят Израиль идти на слишком серьёзные уступки.
| Уступки Израиля | Уступки палестинцев |
| 1. Израильтяне подтверждают, «что данное соглашение означает признание права палестинского народа на государство и на существование в мире и безопасности в надёжных и признанных границах.» (Преамбула). | 1. Палестинцы подтверждают, «что данное соглашение означает признание права еврейского народа на государство и на существование в мире и безопасности в надёжных и признанных границах.» (Преамбула). |
| 2. Палестинское государство будет создано на части территории государства Израиль. (Статья 4 п.1- 4). | 2.«Палестина будет демилитаризованным государством с сильными силами безопасности». (Статья 5 п. В). |
| 3. Еврейское государство произведёт насильственный трансфер еврейского населения, ныне проживающего в пределах образуемого палестинского государства на оставшуюся часть территории Израиля. (Статья 4 п.5). | 3. В палестинском государстве будут размещены «Многонациональные силы» с целью обеспечения гарантии безопасности сторон. (Статья 5 п. Е). |
| 4.«Израиль оставит в целости недвижимое имущество, инфраструктуру и оборудование в израильских поселениях, которые перейдут под палестинский суверенитет... Палестинское государство будет обладать исключительным правом владения на всю землю и строения в (переданных палестинцам) поселениях.» (Статья 4 п.5). | 4. Палестина разрешит Израилю на ограниченный срок сохранить небольшое военное присутствие в Иорданской долине. (Статья 5 п. Ж). |
| 5. Израиль выплатит компенсацию евреям, подвергшимся насильственному трансферу. (Соответствующая статья соглашениями не предусматривается, но подразумевается, учитывая правовой характер государства Израиль и существующий прецедент. См. План одностороннего размежевания).                                     | 5. Палестина разрешит Израилю на ограниченный срок сохранить две станции раннего предупреждения на севере и в центре Западного берега. (Статья 5 п. З). |
| 6. Израиль на своей территории создаст соединительный коридор между Западным берегом и Сектором Газа. (Статья 4 п.6). | 6. Палестина разрешит Израилю на ограниченный срок использовать своё воздушное пространство для проведения тренировочных полётов израильских военно-воздушных сил. (Статья 5 п. И). |
| 7. Израиль примет участие в строительстве, финансировании, эксплуатации и содержании коридора. (Статья 4 п.6). | 7. Палестина разрешит Израилю на ограниченный срок сохранить невидимое присутствие с помощью специального оборудования в процессе контроля пересечения международной границы между Палестиной и Иорданией, Палестиной и Египтом, а также аэропортов и морских портов палестинского государства. (Статья 5 п. М). |
| 8. Израиль разрешит возведение на своей территории жизненно необходимых объектов инфраструктуры, связывающих Западный берег и Сектор Газа. (Статья 4. п.6). | 8. Палестина согласна вычитать из израильского вклада в Международный «фонд стоимость имущества, которое останется в целости в бывших поселениях..... с учётом ущерба, нанесённого поселениями.» (Статья 7. п.9. Д).                                                                                             |
| 9. Израиль уничтожит собственное конвенциональное и неконвенциональное оружие массового уничтожения. (Статья 5 п. Б, поскольку у палестинцев такого оружия нет и не должно быть в будущем, в соответствии со Статьёй 5 п. В)                                                                                       | 9. Палестина допустит ограниченное пользование израильскими гражданами некоторых дорог в Палестине. (Статья 9). |
| 10. Израиль демонтирует все свои объекты военного назначения и разминирует все минные поля, расположенные на территориях, передаваемых палестинскому государству. (Статья 5 п. Ж). | 10. Палестина допустит ограниченное посещение израильскими гражданами некоторых мест в Палестине, имеющих важное религиозное значение для евреев. (Сатья 10). |
| 11. Израиль передаст определённые территории в столице своего государства городе Иерусалиме под палестинский суверенитет и согласится с провозглашением этой части Иерусалима столицей палестинского государства. (Статья 6).                                                                                      | 11. Палестина согласна с тем, что за выполнением её обязательств перед евреями будет следить «Группа по контролю за исполнением», состоящая из США, России, Европейского союза, ООН и других региональных и международных организаций. (Статья 3).                                                               |
| 12. Израиль передаст под палестинский суверенитет главную религиозную святыню иудаизма – Храмовую гору. (Статья 6). | |
| 13. Израиль выплатит компенсацию за потерю собственности палестинскими беженцами в соответствии с оценками специально созданной Международной Комиссии. (Статья 7 п.9). | |
| 14. Израиль будет выступать в роли инвестора «Фонда беженцев», предназначенного для выплаты компенсации палестинцам за пребывание в статусе беженца. (Статья 7 п.10). | |
| 15. Израиль обязуется предоставить в распоряжение Международной Комиссии все имеющиеся у него документы, отчёты и архивные материалы, касающиеся палестинских беженцев. (Статья 7 п.11). | |
| 16. Израиль обязуется предоставлять постоянное место жительства палестинским беженцам, общее количество которых должно соответствовать среднему количеству палестинских беженцев, принятых третьими странами. (Статья 7 п.4).                                                                                      | |
| 17.«В условиях мира в регионе, будут согласованы и вступят в силу договорённости об использовании палестинскими гражданами определённых израильских дорог.» (Статья 9 п.8). | |
| 18. Израиль обязуется освободить всех палестинских заключённых, а также и израильских арабов, находящихся в заключении в рамках израильско-палестинского конфликта. (Статья 15). | |
| 19. Израиль согласен с тем, что за выполнением его обязательств перед палестинцами будет следить "Группа по контролю за исполнением", состоящая из США, России, Европейского союза, ООН и других региональных и международных организаций. (Статья 3).                                                             | |

### Со стороны палестинцев
Официальная позиция правительства ПА:
«Ни одно палестинское правительство не примет такое соглашение.»
«Мы поддерживаем Женевскую инициативу, но не признаем её результатов». Набиль Шаат — министр иностранных дел Палестинской администрации.
Руководители палестинской террористической группировки Бригады мучеников аль-Аксы опубликовали заявление: «Женевская инициатива представляет собой опасное отступление. Мы предупреждаем этих подлецов, чтобы они прекратили играть в свои игры и перестали единолично распоряжаться судьбой палестинского народа. Эти коллаборационисты связались с сионистами и американцами, и мы ещё разделаемся с ними, как мы разделываемся с оккупантами». Декларация заканчивается призывом к продолжению священной войны против неверных всеми доступными средствами.
Комитет по защите прав палестинских беженцев заявил, что никакая политическая фигура, или группа не имеет права проводить секретные переговоры по правам беженцев или идти на уступки в этом важном вопросе. Комитет призвал палестинцев, участвовавших в подготовке инициатив, отказаться от них и исправить ошибку, так как любое проявление слабости и любая уступка только увеличат аппетиты израильской стороны.

Лидер НФОП Джамиль Маждалауи считает, что любые уступки по праву на возвращение могут привести к уничтожению палестинского вопроса как такового: 
«Этот документ представляет точку зрения людей, которые его подписали, но не мнение палестинского народа».
 Маждалауи отметил, что реализация прав палестинских беженцев — центральный аспект палестинской национальной стратегии, и принесение этого аспекта в жертву означает конец палестинской национальной борьбы. Он называет «Женевскую инициативу» искажением идеи соглашений в Осло, которые в свою очередь, по его словам, являются искажением идеи Резолюции ООН 242.